# بيرد براينت
بيرد براينت (بالإنجليزية: Baird Bryant)‏ هو مصور سينمائي أمريكي، ولد في 12 ديسمبر 1927 في كولومبوس في الولايات المتحدة، وتوفي في 13 نوفمبر 2008 في هيميت في الولايات المتحدة.

## وصلات خارجية
- بيرد براينت على موقع IMDb (الإنجليزية)
- بيرد براينت على موقع ألو سيني (الفرنسية)
- بيرد براينت على موقع أول موفي (الإنجليزية)
- بيرد براينت على موقع قاعدة بيانات الأفلام السويدية (السويدية)
- بيرد براينت على موقع قاعدة بيانات الفيلم (الإنجليزية)
- بيرد براينت على موقع كينوبويسك (الروسية)